# Колок (лес)

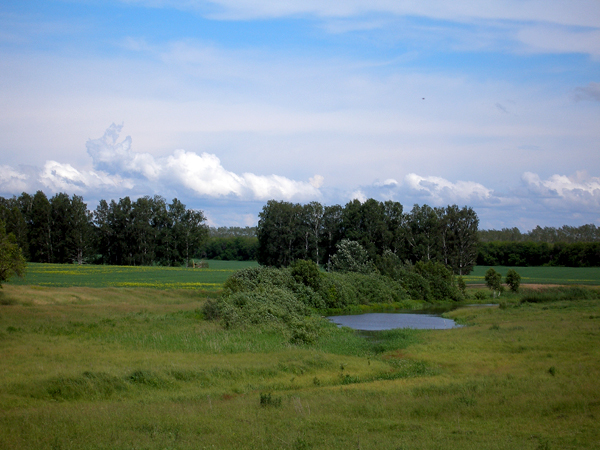
Берёзовые колки с озером, окружённые полем. Окрестности посёлка Новый Калманского района Алтайского края

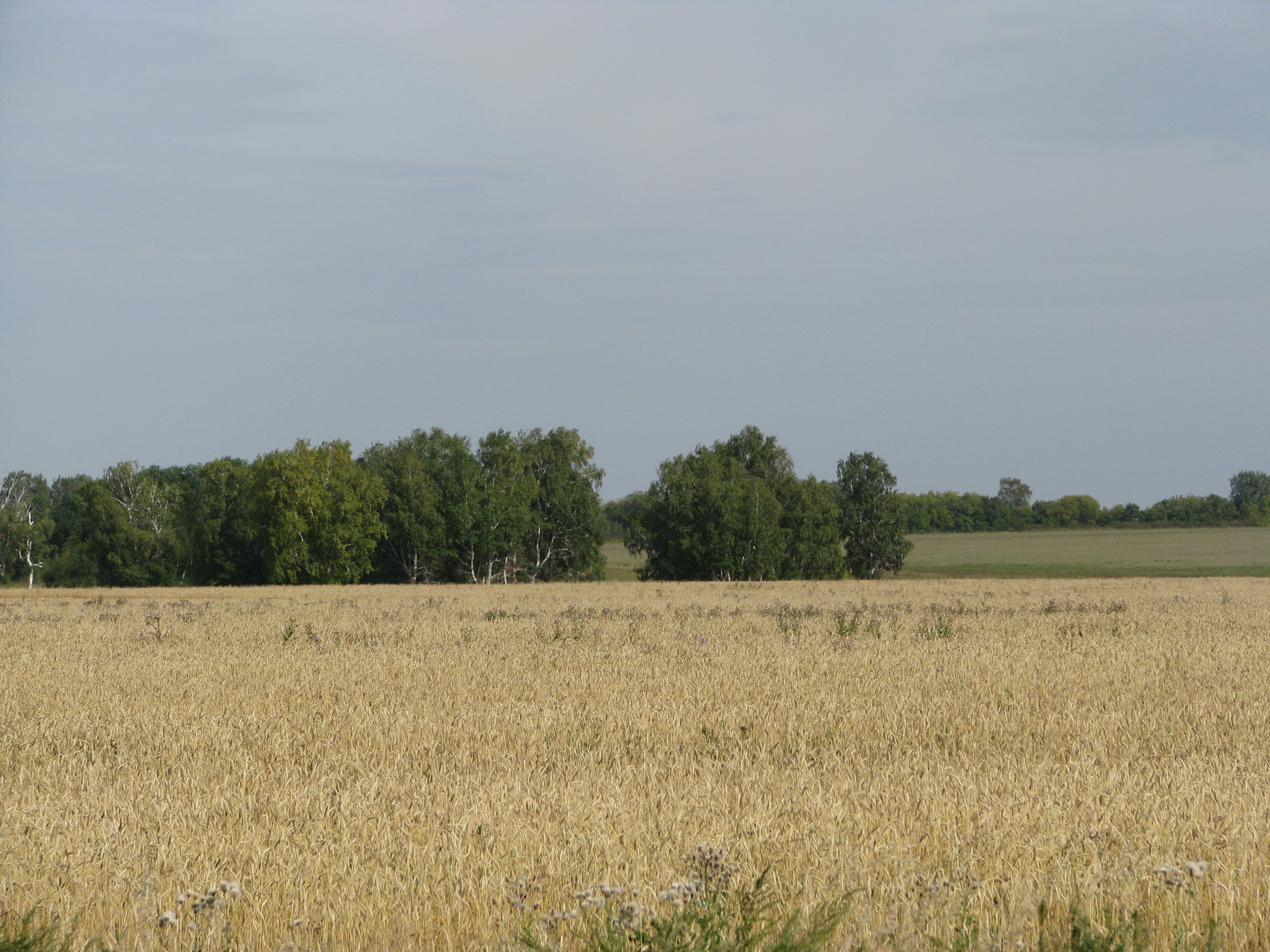
Колки и лесополоса в степи Поспелихинского района Алтайского края

Коло́к ([kɐˈɫok], мн.ч. колки́), также ко́лок или (нар., разг.) око́лок ([ˈkoɫək], [ɐˈkoɫək]; мн.ч. ко́лки, око́лки) — небольшой лес, обычно в поле, в степи, среди пашни, болота и т. д. В некоторых местах чаще употребляют вариант «околок», «околки».
Берёзовые колки (иногда с осиной) широко распространены в лесостепной части юга Западной Сибири, Южного Урала и Северного Казахстана и в сочетании с полями образуют характерный ландшафт. На Окско-Донской равнине встречаются осиновые колки.
Размеры колков от 0,2 до 30 га, располагаются в увлажнённых блюдцеобразных понижениях (блюдцах или западинах). Редко встречаются колки и на водоносных возвышенностях (линзах). Обычно колки имеют округлую форму, под их пологом встречается много луговых растений.
В глубоких западинах (до полутора метров) имеются 3 полосы колка: в центре — небольшое болотце, на склонах — полоса густого березняка или осинника с высокотравьем, по краю — с разнотравным покровом. В плоских западинах (до метра) болотце отсутствует. Почвы в центре колков — солоди, по краям — серые лесные. Сухие участки заняты костяникой. В колках весной листья распускаются сначала на окраинных деревьях, осенью пожелтение листьев начинается с центра.
Колки имеют полезащитное значение, повышают влажность воздуха и почвы. Уровень грунтовых вод в колках повышается до полутора — двух метров, на полях между ними (при лесистости 7—10 %) — на 0,7 м. Колковые леса способствуют рассолению почв прилегающих полей. Урожайность сельскохозяйственных культур среди колков значительно выше, чем в открытой степи.